# 코리 (기업)
코리(COREE Co., Ltd.)는 유럽과 아시아의 헬스케어 인프라스트럭쳐 구축을 목표로 사업을 전개하는 종합 식품·바이오헬스 그룹이다.
바이오의약품, 건강기능식품, 디지털 헬스케어(DTx), 의약품 유통 등 전방위적인 일상 케어 중심의 사업 포트폴리오를 갖추고 있으며, 반세기 이상 걸쳐 축적된 약국 사업을 바탕으로 판매 인프라를 구축하였다. 또한 박테리아 백신, HMO 대체제, 면역 마이크로바이옴, 디지털 헬스케어 기술 등 차세대 핵심 기술 개발에 집중하며, 이를 통해 개인 맞춤형 통합 헬스케어 생태계를 구축해 나가고 있다.

## 역사
2009년, 홍콩에서 설립되었다.
2016년, 이탈리아 피아첸차에 연구 거점을 둔 COREE S.r.l.을 설립하고 마이크로바이옴·프로바이오틱스 연구를 확대했다.
2022년 11월, 경북 포항융합기술산업지구와 2,000억 원(미화 6,600만 달러 외자 포함) 규모의 의약·진단 연구·생산 시설 투자 계약을 체결해 국내 백신·바이오 인프라를 구축하기 시작했다.
2024년 1월, KPMG 평가 기준 기업가치 1조 2,000억원 달성을 발표했다.
2024년 8월, 2025년 IPO를 목표로 프리 IPO(목표 가치 2조 원) 추진 계획을 공개했다.

## 어원 및 철학
회사명인 "COREE"는 한국을 지칭하던 초기 영어 표현인 "Koryŏ" 또는 프랑스어식 "CORÉE"에서 파생되었다. 코리는 역사와 전통에 대한 존중을 바탕으로 하며, 동시에 과학적 혁신을 통한 인간 건강의 향상을 사명으로 삼고 있다. 코리는 과학기술 혁신과 역사적 유산의 조화를 통해 유럽 및 아시아 전역에 걸친 통합 헬스케어 솔루션을 제공하고 있다.

## 임씨 가문과 기업가 정신
임씨(林氏) 가문은 상나라 왕족 출신의 충신 비간(比干)을 시조로 한다고 전해진다. 비간은 상나라 말기 주왕의 폭정을 비판하며 충언을 올리다가 죽임을 당한 것으로 알려져 있다. 이후 주나라의 무왕은 그의 충절을 기려 아들에게 ‘임(林)’이라는 성과 ‘견(堅)’이라는 이름을 하사하였으며, 그 후손들이 이후 임씨(林氏) 성을 사용하게 되었다고 한다. 이로써 충절의 정신이 가문의 전통으로 계승되었다고 여겨진다.
이후 임씨 가문은 객가(客家) 문화와 함께 아시아 전역으로 퍼져나갔다. 특히 싱가포르, 말레이시아, 대만 등지로 이주가 활발히 이루어졌으며, 그중에서도 한국으로의 이주가 가장 활발했던 것으로 전해진다. 이들은 초기 전통 무역업을 기반으로 성장했으며, 이후 제조업과 금융업 등 다양한 산업 분야로 사업 영역을 확장하며 지역 상업 네트워크의 중심축 역할을 하게 되었다.
이같은 가문의 전통을 바탕으로 1973년 한미약품이 설립되어 한국 제약산업의 기반을 다졌고, 기술 중심의 장기 투자로 글로벌 진출을 이끌었다. 이는 2016년 《포브스 아시아》에도 소개된 바 있다. 이러한 기업가 정신은 현재 임종윤 회장에게로 계승되고 있다.
코리는 임씨 가문과 객가 문화에서 전해지는 장기적 안목, 가족 중심의 유대감, 지속적인 투자 정신 등 전통적 기업가 정신을 자사의 브랜드 철학에 반영하고 있다고 설명한다.

## 창립자 및 주요 인물

### 임종윤 (Chongyoon Lim)
코리(COREE)의 설립자이자 회장이다. 한미사이언스 대표이사 및 한국바이오협회 회장을 역임했다.

### 한성준 (Sung-Jun Han, Ph.D.)
한성준 박사는 과학기술의 양대 산맥인 미국 NIH와 유럽 Paris (現, Sorbonne) University에서 수학하였고, 이후 다국적 기업과 국내 바이오기업에서 활동한 전문 기술경영인이다. 현재는 코리의 대표로 재직 중이다.

## 비전과 전략
코리는 “Healthcare 4.0”이라는 개념 아래, 다음 네 가지 축을 중심으로 사업을 전개한다

### 신약 개발
글로벌 질환의 Unmet needs를 해결하기 위해, 차세대 항암제, 항바이러스제, 면역조절제 및 대사질환 치료제를 중심으로 혁신 신약을 개발

### 디지털 헬스케어 (DTx)
원격 환자 모니터링(RPM)과 AI 기반 임상결정지원시스템(CDSS)을 통해 개인 맞춤형 치료 제공

### 정밀 영양 (Nutrition Leader)
HMO 대체제, 프로바이오틱스 등 개인 맞춤형 건강기능식품 개발 및 상용화

### 글로벌 의약품 공급망 관리(Pharmaceutical GVC Management)
AI 및 데이터 분석 기반 물류 최적화를 통해 전 세계 의약품 유통 체계 혁신

## 주요 기술 및 특허

### 주요 기술

#### 습식 공정 액상 조제유
코리는 이탈리아 대표 유제품 기업 그라나롤로(Granarolo)와의 협력을 통해 습식 공정(Wet Process)을 적용한 영유아용 액상분유를 개발하였다. 100% 이탈리아산 프리미엄 우유를 원료로 제조된 이 제품은 '오브맘(Ofmom) 볼로네이즈' 브랜드명으로 상용화되어 시장에 성공적으로 출시되었다.

#### 점막 백신용 프로바이오틱스
코리는 이탈리아의 Mario Negri Institute와 협력하여 면역 반응을 증강시킬 수 있는 자체 프로바이오틱스 균주에 대한 전임상 연구를 진행하고 있으며, 해당 균주는 점막 백신(비강 스프레이 및 경구 투여)과의 병용 투여를 위한 면역보조제로 개발되고 있다.

#### SynterAct® 기술 기반 프로바이오틱스
코리는 이탈리아 AAT 연구소와 공동 개발한 SynterAct® 기술을 적용하여 유아의 장 건강과 면역 기능 강화를 목적으로 하는 프로바이오틱스 혼합물을 개발했다. 이 기술은 Formulamate-Ofmom 제품에 적용되어 한국과 중국 시장에 출시되었다.

#### 북경한미약품 마미아이 기술 이전 및 상용화
중국 국가식품약품감독관리총국(CFDA) 기준에 부합하는 북경한미약품 '마미아이' 균주의 생산 최적화 공정을 설계 및 확립했다. 마미아이는 현재 북경한미약품의 주요 수익원으로 자리잡고 있다.

### 주요 특허

#### Lactobacillus gasseri 기반 면역보조제 특허 (PCT/IB2024/052479)
COREE S.r.l.이 2024년 3월 Lactobacillus gasseri 균주(LMG P-30998, LMG P-33356)를 활용한 프로바이오틱스 면역보조제에 대한 국제특허(WO2024189569A1)를 출원했다. 이 균주는 점막 백신과 병용 시 면역 반응을 증강시키는 것으로 보고되었다.

#### 천연 복합 다당류 생체이용률 증가 생산 방법 (US 12,075,808 B2)
COREE S.r.l.이 2024년 9월 미국에서 등록받은 특허로, 식물성 기질을 발효하여 단쇄당, 자유 펩타이드 및 아미노산을 생성하는 방법에 관한 것이다. 유아 이유식, 모유 수유 및 건강 보조 식품 분야에 적용된다.

#### 블록체인 기반 의료 정보 관리 시스템 (한국 10-2020-0082928)
코리가 2020년 7월 한국에 출원한 특허로, 환자의 이중 디지털 서명을 통한 의료 정보 관리 시스템이다. 의료 기관과 정보 이용 기관 간의 의료 정보 제공 및 무결성 검증을 지원한다.

#### 딥러닝 기반 임상 의사결정 지원 시스템 (한국 10-2020-0058815)
2020년 5월 한국에 출원된 특허로, 투약된 약품의 효능 분석 및 처방 지원을 위한 시스템이다. 데이터 정제 기준 및 학습 방법을 통해 임상의사결정을 지원한다.

#### 원격 진료용 증강현실 인터페이스 (한국 10-2020-0058557)
2020년 5월 한국에 출원된 특허로, 증강현실을 활용한 원격 진료 인터페이스 제공 방법에 관한 것이다. 의사의 원격 진료 편의성과 효율성 향상을 목적으로 한다.

#### 임신 단계별 맞춤형 서비스 제공 방법 (중국 201911119472.8)
2019년 11월 중국에 출원된 특허로, B-1 App을 통한 임신 단계별 맞춤형 서비스에 관한 것이다. 모유수유, 임신성 당뇨, 비만 관리를 위한 개인 맞춤형 보고서 생성 및 솔루션을 제공한다.

## 글로벌 네트워크 및 인프라

### R&D 시설
중국(장자커우), 이탈리아(로마, 피아첸자), 한국 등지에 다수 보유하고 있다.

### 생산 시설
2004년, 중국 내몽골 자치구 차하얼 지역에 영유아 조제분유 및 기능성 유제품 전문 생산 공장을 설립하였다. 약 80,000m²의 부지에 20,000m² 규모의 생산시설을 갖추고 있으며, 하루 최대 습식 공정 5톤, 건식 혼합 100kg의 생산이 가능하다. 20년 이상의 제조 경험을 바탕으로 고품질의 조제분유와 고체음료 등을 안정적으로 생산하고 있다.

### 판매 네트워크
중국 내 110,000개 클리닉, 400,000개 약국, 4,500개 유아용품점과 연결된 유통망을 확보했다.

### 유통 역량
AI 기반 물류 시스템을 도입하여, 중국 의료기관 168만 개 중 99%의 커버리지를 보유하고 있다.

### MSCP 시스템
중국 전역의 식약품 온·오프라인 유통을 지원하는 디지털 공급망 시스템으로, 실시간 유통 모니터링, 투명한 재고 관리, 비용 효율화, 물류 자동화를 통해 공급망 전반의 운영 효율성과 안정성을 극대화하고 있다.

## 수상경력

### Ofmom
2025 대한민국 퍼스트브랜드 대상 - 중국 유산균 부문
2025 대한민국 퍼스트브랜드 대상 - 베트남 유산균 부문
2023 Hongkong Design Award
2023 IAI Design Award
2023 London Design Award
2023 NOVUM Design Award
2021 Kapoc Design Awards China
2020 굿디자인 어워드

### COREE PH
2023 스마트앱 어워드 - 의료분야 대상(디지털 헬스케어 플랫폼 "상처어때")
2023 독일 IF Deisgn Award

## 참조
1. 코리그룹, 기존 모유 올리고당(HMO) 대체제 개발해 상용화 임박 - 히트뉴스, 2024년 1월 23일
2. 코리그룹, 기업가치 1.2조 달성…“한미와 통합 발전 목표” - 바이오타임즈, 2024년 1월 25일
3. 코리그룹 "내년 상장 목표로 IPO 추진…기업가치 2조원 기대" - 한국경제, 2024년 8월 8일
4. 코리그룹, 분자구조 규명 석학 와 차우 교수 내한 주최...블록버스터 신약 개발 초석 다져 - 더밸류뉴스, 2024년 8월 22일
5. 오브맘, 2025 대한민국 퍼스트브랜드 대상 베트남 유산균 부문 수상 - 한국경제, 2025년 1월 8일